# 조성용 (축구인)
조성용(趙成龍, 1981년 6월 5일 ~ )은 대한민국의 전 축구 선수 출신 축구 지도자이다. 현역 시절 포지션은 미드필더였다.

## 클럽 경력
2004년 FC 서울에 입단하였고, 2006년 광주상무에서 병역을 마친 후 2008년도부터 김해시청에서 창단멤버로 2012년도까지 선수생활을 하였다 .관련기사 : 골 명중 터질까? 조성용 날을까?

## 지도자 경력
2020년 12월 28일 FC 서울의 2군 코치로 부임했다.